# Mo Ji-soo
Mo Ji-soo (kor. 모지수; ur. 3 czerwca 1969) – południowokoreański łyżwiarz szybki, specjalizujący się w short tracku. Złoty medalista olimpijski, mistrz świata w sztafecie.

## Osiągnięcia

### Igrzyska olimpijskie
W 1992 roku w Albertville zdobył złoty medal w sztafecie, razem z Song Jae-kunem, Kim Ki-hoonem i Lee Joon-ho. W indywidualnym konkursie nie brał udziału.
Nie wystąpił już na innych igrzyskach olimpijskich.

### Mistrzostwa świata
W 1988 i 1989 zdobył z reprezentacją Korei Południowej brązowe medale w sztafeciue na mistrzostwach świata. W 1992 również zdobył srebrny medal indywidualnie.